# Sedina rufescens
Sedina rufescens là một loài bướm đêm trong họ Noctuidae.